# بوقچی

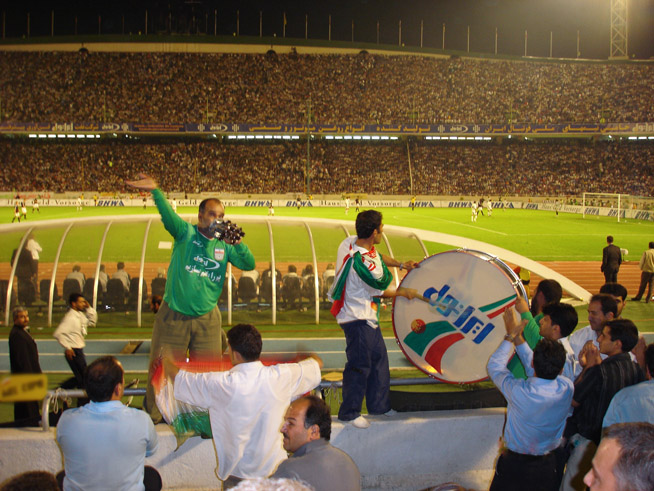
بوقچی تیم ملی فوتبال ایران (پیراهن سبز) در بازی برابر آلمان، ۱۷ مهر ۱۳۸۳، ورزشگاه آزادی تهران

بوقچی، شیپورچی، لیدر یا مشوق اصطلاحی است ویژه فوتبال ایران و به افرادی گفته می‌شود که به بخش عمده‌ای از هواداران حاضر در ورزشگاه جهت می‌دهند.
به‌طور سنتی، بوقچی‌های ایرانی هوادارانی بودند که به دلیل علاقه وافرشان به یک تیم، در میان دیگر هوادارن متمایز بودند و به رهبری تشویق‌ها می‌پرداختند و به نوعی «نماد» هواداران آن تیم نیز محسوب می‌شدند. اما از آغاز دهه ۱۳۸۰ و همزمان با تغییر نامِ بوقچی به لیدر، این کار به یک «شغل» و «سمت» تبدیل گشت و برخی از لیدرها در ازای دریافت پول به عنوان حقوق و مزایا یا رشوه، جو ورزشگاه و شعارهای تماشاگران را به سود یا ضرر عده‌ای تغییر می‌دهند.

## پیشینه

محمدبوقی، از مشهورترین بوقچی‌های نخستین فوتبال ایران که به یک نماد تبدیل شد.

در دهه ۵۰، ۶۰ و ۷۰ افرادی بودند که به دلیل علاقه وافرشان به یک تیم خاص بوقچی می‌شدند و به صورت خودجوش و بدون چشمداشت مالی هماهنگی هواداران را عهده‌دار می‌شدند. مشهورترین بوقچی آن زمان، «محمدبوقی» بوقچی پرسپولیس بود که در بازی‌های تیم ملی ایران نیز حضوری فعال داشت. محمدبوقی با نواختن بوق‌های ممتد  توأم بااشعار خود سروده موجب دست‌افشانی هواداران می‌شد. به نوشته مسعود بهنود، او شعری مشهور برای زوج خط حمله تیم ملی همایون بهزادی (همایون سرطلایی) و حمید شیرزادگان (شیری پاطلایی) ساخته بود که با نواختن در بوقش تمامی هواداران حاضر در امجدیه آن را می‌خواندند.  او، برای تشویق تیم ملی با هزینه شخصی رهسپار آرژانتین شد. در تاریخ ۲۶ دی ماه سال ۱۳۷۱ صدای بوق محمد نایب عباسی معروف به ممد بوقی خاموش شد
از دیگر نمونه‌های بوقچی‌های قدیمی می‌توان به «سهراب‌بوقی» و حسن نیکبخت ملقب به «حسن تارزان» (هر دو از بوقچی‌های مشهور استقلال)، حسین شلغم بوقچی پرسپولیس، «فتح‌الله غریب‌نواز»، «علی کشک‌بادمجان» و رضا صفاریان، ملقب به «رضا چاچا» بوقچی اهوازی تیم ملی ایران در جام جهانی ۱۹۷۸ آرژانتین اشاره کرد.

## پس از دهه ۸۰

### ظهور لیدرها
نخستین جرقه حضور «لیدرها» در فوتبال ایران در سال ۱۳۸۲ در باشگاه پرسپولیس زده شد. اکبر غمخوار که به تازگی مدیر عامل پرسپولیس شده‌بود، نخستین کسی بود که به شکل علنی تشکیلاتی از لیدرها به شکل کنونی تشکیل داد. دلیل این امر آن بود که وی در نظر داشت پس از برکناری علی پروین، سکوهای پرسپولیس را در جهت خواسته‌های خود کنترل کند. این کار در ابتدا منجر به دودستگی هواداران پرسپولیس شد.
چندی بعد حسین قریب، مدیر عامل وقت باشگاه استقلال نیز تشکیلات مشابهی را در آن باشگاه راه‌اندازی‌کرد.
پس از مدتی سازمان تربیت بدنی با همکاری نیروی انتظامی، جهت حفاظت فیزیکی و فرهنگی ورزشگاه‌ها، اقدام به شناسایی لیدرها کرد و لباس‌های ویژه برای آنان در نظر گرفت که بعدها مقدمه‌ای برای پیداشدن حامی مالی (روی لباسشان)، و قدرت‌گرفتن تدریجیشان شد. همچنین در این سال‌ها لیدرها کم‌کم نسل عوض کردند و تعدادشان زیاد شد. به‌طور مثال پرسپولیس حدود ۱۰۰ لیدر در تهران و ۲۰ لیدر در شهرستان‌ها پیدا کرد که برخی زیر نظر دیگر لیدرها کار می‌کردند و هسته مرکزی آنان شامل ۱۰ نفر بود.

### گسترش فعالیت لیدرها

#### لیدرهای پرسپولیس در زمان مدیریت حبیب کاشانی

یکی از لیدرهای پرسپولیس

قدرت یافتن لیدرها، در اواخر سال ۱۳۸۹ با ماجرای کتک‌خوردن علی دایی از یکی از لیدرهای پرسپولیس توجه رسانه‌های ایران را بیش از پیش به خود جلب کرد و بسیاری دربارهٔ آن به عنوان پدیده‌ای مضر برای فوتبال ایران هشدار دادند.
فعالیت لیدرها در پرسپولیس هیچ‌گاه به اندازه دوران حضور حبیب کاشانی در این باشگاه، پررنگ و قابل توجه نبوده‌است. اوج فعالیت این لیدرها در لیگ برتر ۹۰–۸۹ بود. در بازی پرسپولیس برابر صبای قم بود که علیرغم نتیجه ۳–۰ به سود حریف، تا پایان نیمه اول هیچ شعاری ضد دایی شنیده نشد اما با شروع نیمه دوم، لیدرها بلافاصله شروع به خواندن بیانیه‌ای از طرف هواداران علیه دایی کردند.
علی دایی بعدها در برنامه نود مدعی شد که لیدرها به دستور کاشانی در رختکن بازیکنان تیم را کتک زده‌اند. افشین قطبی، مربی سابق پرسپولیس نیز در وبگاه شخصی خود می‌نویسد که یک «لیدر هتاک چاق» در رختکن عربده‌کشی کرده‌است و لپ‌تاپ او را شکسته‌است.
لیدرهای پرسپولیس در همان فصل اقدام به هو کردن علی کریمی نیز نمودند که با واکنش منفی و عدم همراهی هواداران روبرو شد.
برخی از لیدرها وبگاه اینترنتی هم دارند و در آن خط مشی حمایتی یا مخالفتی خاصی را با افراد مختلف دنبال می‌کنند.
پس از استعفای کاشانی، لیدرهای پرسپولیس در سایت خود به تمجید از کاشانی پرداختند و وی را «فرشته نجات پرسپولیس» نامیدند.

## تفاوت سازماندهی هواداران در دیگر کشورها با لیدرهای ایران

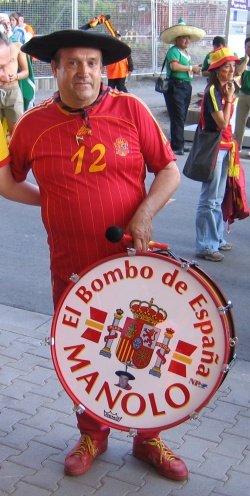
مانولو که یکی از مشهورترین هوادارن فوتبال جهان است، در بازی‌های تیم ملی فوتبال اسپانیا همراه با تشویق هواداران طبل می‌نوازد.

### لزوم وجود لیدر در ایران
در فوتبال اروپا استفاده از اشعار، سرودها و جملات خاصی که برای باشگاه نماد به‌شمار می‌رود رواج دارد و به ندرت جمله و عبارت خاصی در حمد یا ذم فرد خاصی به گوش می‌رسد، حتی در زمانی که شخص خاصی تشویق می‌شود. به‌طور مثال هواداران اروپایی برای تشویق بازیکن خاص، هنگام تعویض یا به ثمر رسیدن گل با دست زدن و هورا کشیدن او را تشویق می‌کنند و برای نشان‌دادن نارضایتی نسبت به یک بازیکن یا مجموعه تیم به سوت زدن یا هو کردن می‌پردازند. از این رو جهت تشویق لازم نیست افرادی حقوق‌بگیر وجود داشته باشند تا به عنوان «لیدر» منافع مدیران یک باشگاه یا افراد دیگری را دنبال کنند.